# Mariakapel (Eijsden)

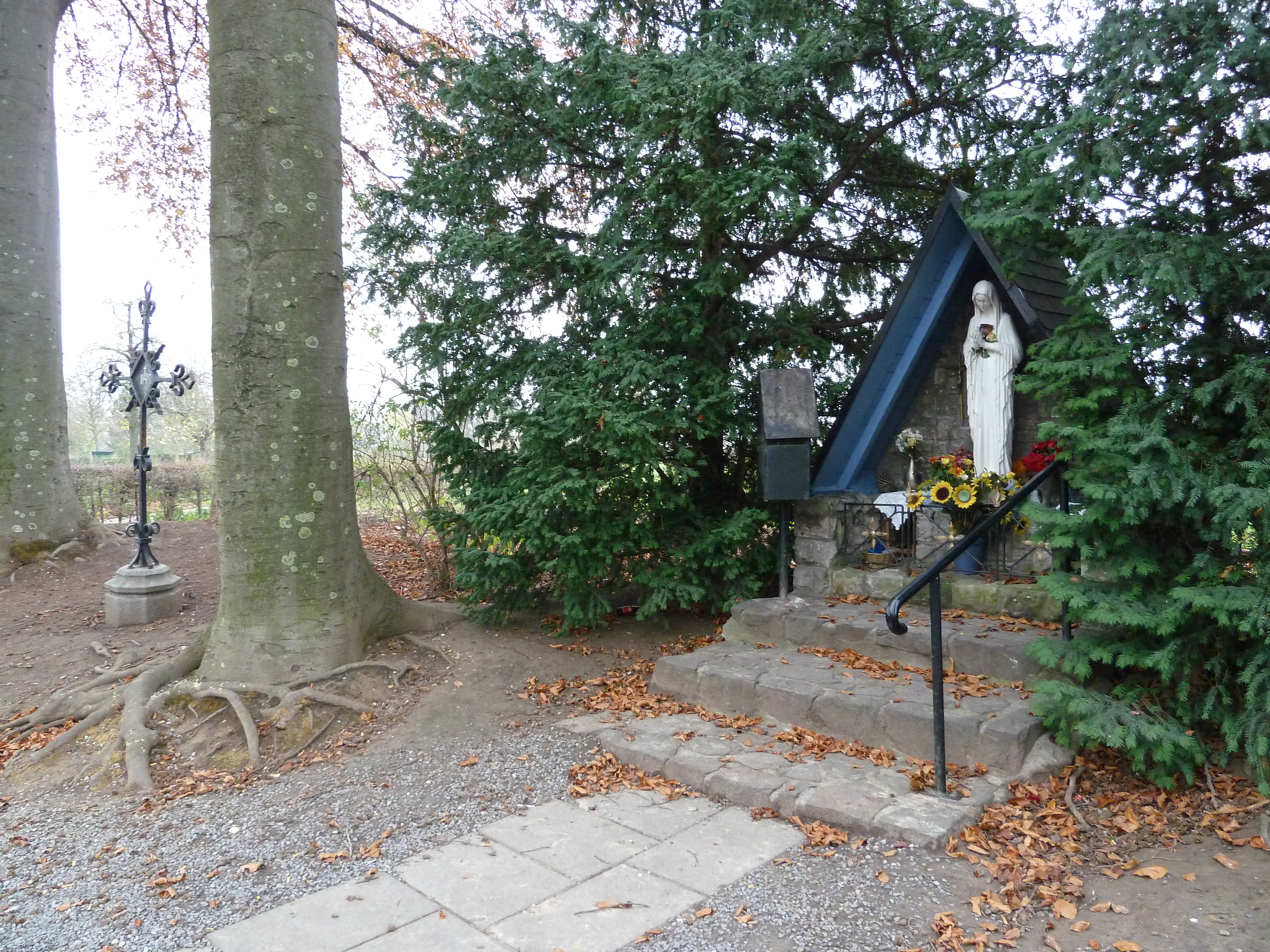
De Mariakapel met links het moordkruis

De Mariakapel is een kapel in Eijsden in de Nederlands Zuid-Limburgse gemeente Eijsden-Margraten. De kapel staat aan de witte päölkes ten zuiden van het dorp aan het einde van de oprijlaan van Kasteel Eijsden aan een vijfsprong waar naast de oprijlaan ook de wegen Kruisstraat en Caestertstraat op uitkomen. Naast de kapel staat een wegkruis, een moordkruis uit 1899.
De kapel is gewijd aan Maria.

## Geschiedenis
In 1954 werd de kapel gebouwd uit dank voor de genezing van een dochter uit de grafelijke familie die ernstig ziek was. Op 6 december 1954 zegende de pastoor de kapel in.

## Bouwwerk

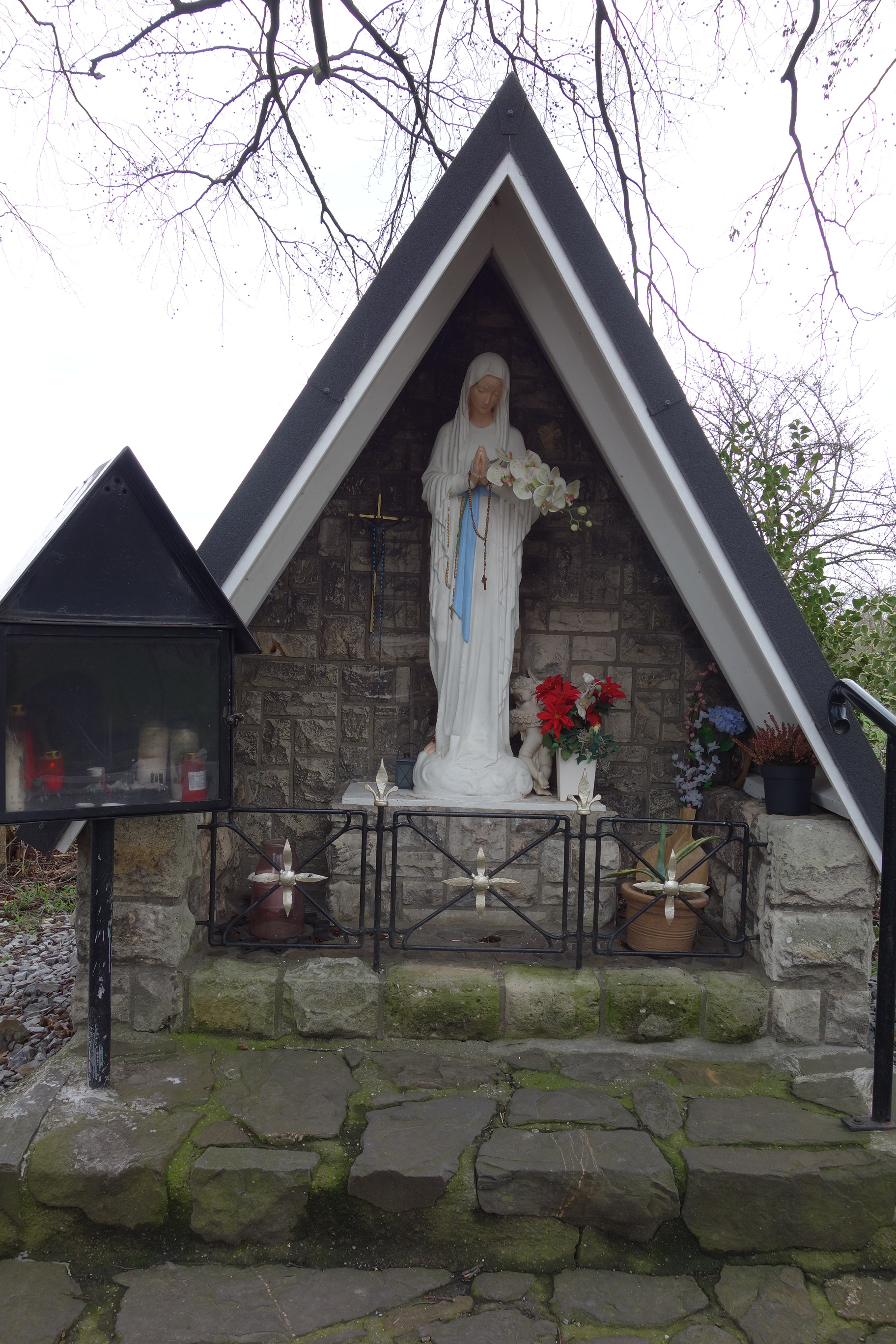
Mariabeeld in de kapel

De zeer open natuurstenen kapel is opgetrokken op een rechthoekig plattegrond wordt gedekt door een zadeldak met pannen. De natuurstenen gevels zijn uitgevoerd in breuksteen, specifiek Kunradersteen. De drie treden voor de kapel zijn uitgevoerd in flagstones. Aan de voorzijde van de kapel is de kapel geheel open en wordt afgesloten met een laag hekje van siersmeedwerk. Het boeiboord van het dak was blauw en is anno 2021 wit van kleur.
Van binnen is de kapel uitgevoerd in Kunradersteen en wordt ze overdekt door een houten dak. Tegen de achterwand is een massief stenen altaar gemetseld van Kunradersteen. Op het altaar is het witte Mariabeeld geplaatst dat een biddende Maria toont met haar handen samengevouwen. Het beeld stelt de Maagd der Armen voor.